# Paddy and the Rats
Paddy and the Rats sind eine ungarische Celtic-Punk-Band aus Miskolc.

## Geschichte
Die Gruppe wurde 2008 von Paddy O’Reilly (Songwriting, Gesang), Vince Murphy (Bass) und Joey MacOnkay (Elektrische Gitarre) gegründet. Später stießen Seamus Conelly (Schlagzeug), Sonny Sullivan (Akkordeon) und Sam McKenzie (Geige, Dudelsack, Mandoline, Flöte) zur Band.
Das erste Album, Rats on Board, wurde 2010 veröffentlicht und war auch außerhalb Ungarns ein großer Erfolg. Es gewann den 2. Platz bei der „Album des Jahres“-Wahl des Celtic-Rock-Online-Portals. Im selben Jahr war die Band die am häufigsten bei iTunes heruntergeladene ungarische Band.
2011 folgte das zweite Album, Hymns for Bastards, das etwas beschwingter war.
2012 wurde Tales from the Docks veröffentlicht und es kam zu personellen Umstellungen, als Sonny Sullivan die Band verließ. Als Ersatz stieß Bernie Bellamy (1980–2022) zur Gruppe.
Das vierte Album, Loneley Hearts Boulevard, wurde am 7. September 2015 veröffentlicht. Paddy O’Reilly erklärte dazu, dass dieses Album experimenteller und dunkler als die Vorgängeralben sei. Dies solle auch der Titel wiedergeben. Er gab ebenfalls zu, dass der Titel durch Green Days Boulevard of Broken Dreams inspiriert ist.
Mit dem bekannten Produzenten Cameron Web arbeitete die Band am fünften Album, Riot City Outlaws, das am 7. Juni 2017 erschien.
Seit dem 12. Januar 2018 ist die Band bei Napalm Records unter Vertrag.
Anfang Januar 2022 starb Bernie Bellamy, ihm widmete die Band die Single "After The Rain". Der gleichnamige Song ist auch auf dem Ende April 2022 veröffentlichten Album "From Wasteland To Wonderland" enthalten.

## Stil
Die Musikrichtung lässt sich als irischer und keltischer Folk mit Punkrock- und Polkaelementen (vor allem russische und rumänische) beschreiben.

## Diskografie
- 2009: Rats on Board (Album, Alexandra Records, Nordic Music Group)
- 2011: Hymns for Bastards (Album, Alexandra Records, Nordic Music Group)
- 2012: Tales from the Docks (Album, Alexandra Records)
- 2015: Lonely Hearts' Boulevard (Album, Nordic Music Group)
- 2017: Riot City Outlaws (Album, Nordic Music Group)
- 2022: From Wasteland To Wonderland (Album, Napalm Records Handels GmbH)